# Bianca Jagger
Bianca Jagger, pseudonimo di Bianca Pérez-Mora Macias (Managua, 2 maggio 1945), è un'attrice, ex modella e attivista nicaraguense naturalizzata britannica.

## Biografia
Bianca Pérez-Mora Macias (Bianca Jagger dopo il matrimonio) è nata in Nicaragua da una famiglia in cui a lavorare era il padre che era un mercante benestante. Appena maggiorenne Bianca ricevette una borsa di studio che le consentì di studiare scienze politiche all'Istituto di studi politici di Parigi. Lì è pienamente immersa negli anni della beat generation, tra contestazione giovanile e una sempre crescente vita notturna. Proprio in Francia, nel 1970 Bianca conobbe il frontman dei Rolling Stones Mick Jagger, di cui si innamorò follemente e che sposò meno di un anno dopo, incinta di quattro mesi. Il matrimonio si svolse a Saint Tropez con rito cattolico, ed entrò non solo nella storia della cultura popolare ma anche in quella della moda: per lei Yves Saint Laurent infatti disegnò un tailleur maschile bianco e le immagini della coppia, che lascia la cerimonia a bordo di una macchina, finirono su tutti i tabloid dell'epoca.
Nell'ottobre del 1971 Bianca Jagger partorì una figlia, Jade. La coppia è stata una delle più amate degli anni '70, fascinosi, popolarissimi e sempre outsider, diventano subito icone di stile per intere generazioni e anche per grandi nomi della moda come Yves Saint Laurent, protagonisti di una continua ricerca dell'eccesso e di accostamenti rivoluzionari. Lei e Mick sono presenza fissa del celebre locale Studio 54, in cui fa un iconico ingresso su un cavallo bianco il giorno del suo compleanno; è stata una delle muse di Andy Warhol, di cui era anche intima amica, ed era richiestissima come modella grazie al suo connubio di bellezza esotica e mondanità europea. Tantissime le copertine, la prima è di Vogue UK nel 1974, e partecipa anche in diversi film come attrice. Più volte è entrata nella Best Dressed List grazie al suo stile iconico e unico.
Durante la sua carriera da modella ha lavorato con fotografi del calibro di Cecil Beaton, Richard Avedon e Patrick Lichfield.
Totalmente immersa nel mondo della Pop art, circondata da amici artisti e del Jetset, la Jagger ha contribuito alla fama di brand di moda iconici, come ad esempio Fiorucci, che proprio in quegli anni faceva i suoi esordi e si distingueva per le sue creazioni molto simili all'arte del tempo, fatte di stampe, jeans aderentissimi e intarsi a metà tra moda e design, e che grazie a lei e all'amico Warhol ha subito una vera e propria impennata.
Divorziò dal marito nel 1978 dopo la scoperta della relazione adulterina di Mick con la modella Jerry Hall. È comparsa nell'episodio "Free Verse" (Versi sciolti) (2x20, 1986) della serie TV cult Miami Vice.

### Attivismo e impegno sociale
Fin da giovanissima Bianca Jagger si è interessata di problemi sociali e diritti umani; specialmento dopo il divorzio divenne un'attivista per i diritti umani. La Jagger espresse forti prese di posizione in materia di genocidio, di guerra in Iraq, di crimini contro l'umanità, di mutamento climatico, di diritti delle donne, di libertà civili e di pena di morte. Nel 1972 in occasione del terremoto nella sua terra d'origine, il Nicaragua, organizzò un concerto a scopo benefico, il primo organizzato nella storia. La signora Jagger era stata toccata personalmente dalla vicenda: la calamità infatti aveva non solo distrutto la casa di famiglia, ma i suoi genitori erano rimasto dispersi per 5 settimane, ritrovati solo dopo ricerche sfiancanti.
La Jagger è a capo di una fondazione da lei istituita nel 2003, la Bianca Jagger Human Rights Foundation. Dal 2003 è ambasciatrice presso il Consiglio d'Europa ed è inoltre membro del consiglio esecutivo della sede statunitense di Amnesty International.
Dopo un appello per la guerra in Nicaragua caduto nel vuoto, nel giugno 2024 si è rivolta nuovamente a papa Francesco perché fosse salvata la Messa in latino.

## Premi e riconoscimenti
- 1983: Dottorato onorario in discipline umanistiche dallo Stonehill College in Massachusetts[15]
- 1994: United Nations Earth Day Award
- 1996: Hispanic Federation of New York City's Humanitarian Award
- 1996: Woman of the Year Title dalla Boys Town of Italy[16]
- 1996: Abolitionist of the Year Award dalla National Coalition to Abolish the Death Penalty[17]
- 1997: Green Globe Award dalla Rainforest Alliance[18]
- 1997: Amnesty International USA Media Spotlight Award for Leadership
- 1997: Inserita nella Hall of Fame della Miami Children's Hospital Foundation[19]
- 1998: American Civil Liberties Union Award[20]
- 2000: Champion of Justice Award[21]
- 2003: International Award dall'International Service
- 2003: Riconoscimento speciale come Woman of Peace ai Global Exchange Human Rights Awards a San Francisco con Arundhati Roy, Barbara Lee e Kathy Kelly.
- 2004: Women's World Award da Mikhail Gorbachev[22]
- 2004: Right Livelihood Award[23]
- 2006: World Citizenship Award dalla Nuclear Age Peace Foundation[24]
- 2006: Office of the Americas Peace and Justice Award
- 2008: Dottorato onorario in discipline umanistiche dal Simmons College in Massachusetts[25]